# غريغ هاوكس
غريغ هاوكس (بالإنجليزية: Greg Hawkes)‏ هو عازف ساكسفون وكاتب أغاني أمريكي، ولد في 22 أكتوبر 1952 في Fulton, Maryland ‏ في الولايات المتحدة.

## وصلات خارجية
- الموقع الرسمي
- غريغ هاوكس على موقع IMDb (الإنجليزية)
- غريغ هاوكس على موقع ميوزك برينز (الإنجليزية)
- غريغ هاوكس على موقع أول ميوزيك (الإنجليزية)
- غريغ هاوكس على موقع ديسكوغز (الإنجليزية)